# Нинингер (тауншип, Миннесота)
Нинингер (англ. Nininger) — тауншип в округе Дакота, Миннесота, США. На 2000 год его население составило 865 человек.

## География
По данным Бюро переписи населения США площадь тауншипа составляет 44,6 км², из которых 34,6 км² занимает суша, а 10,0 км² — вода (22,49 %).

## Демография
По данным переписи населения 2000 года здесь находились 865 человек, 280 домохозяйств и 241 семья.  Плотность населения —  25,0 чел./км².  На территории тауншипа расположено 285 построек со средней плотностью 8,2 построек на один квадратный километр. Расовый состав населения: 98,27 % белых, 0,12 % афроамериканцев, 0,12 % коренных американцев, 0,35 % азиатов, 0,23 % — других рас США и 0,92 % приходится на две или более других рас. Испанцы или латиноамериканцы любой расы составляли 0,81 % от популяции тауншипа.
Из 280 домохозяйств в 40,0 % воспитывались дети до 18 лет, в 80,7 % проживали супружеские пары, в 3,6 % проживали незамужние женщины и в 13,6 % домохозяйств проживали несемейные люди. 8,9 % домохозяйств состояли из одного человека, при том 3,6 % из — одиноких пожилых людей старше 65 лет. Средний размер домохозяйства — 3,09, а семьи — 3,31 человека.
27,9 % населения младше 18 лет, 9,7 % в возрасте от 18 до 24 лет, 28,8 % от 25 до 44, 25,4 % от 45 до 64 и 8,2 % старше 65 лет. Средний возраст — 37 лет. На каждые 100 женщин приходилось 103,1 мужчин.  На каждые 100 женщин старше 18 приходилось 101,9 мужчин.
Средний годовой доход домохозяйства составлял 72 955 долларов, а средний годовой доход семьи —  75 477 долларов. Средний доход мужчин —  46 146  долларов, в то время как у женщин — 32 500. Доход на душу населения составил 27 337 долларов. За чертой бедности находились 1,2 % семей и 2,8 % всего населения тауншипа, из которых 3,7 % младше 18 лет.